# Moreaua rhynchosporae-cephalotis
Moreaua rhynchosporae-cephalotis är en svampart som först beskrevs av Vánky & T. Vánky, och fick sitt nu gällande namn av Vánky 2000. Moreaua rhynchosporae-cephalotis ingår i släktet Moreaua och familjen Anthracoideaceae.   Inga underarter finns listade i Catalogue of Life.